# Perungulam
Perungulam es una ciudad y nagar Panchayat situada en el distrito de Thoothukudi en el estado de Tamil Nadu (India). Su población es de 7203 habitantes (2011).

## Demografía
Según el censo de 2011 la población de Perungulam era de 7203 habitantes, de los cuales 3565 eran hombres y 3638 eran mujeres. Perungulam tiene una tasa media de alfabetización del 91,66%, superior a la media estatal del 80,09%: la alfabetización masculina es del 95,03%, y la alfabetización femenina del 88,38%.